# Amphianthus sanctaehelenae
Amphianthus sanctaehelenae is een zeeanemonensoort uit de familie Hormathiidae.
Amphianthus sanctaehelenae is voor het eerst wetenschappelijk beschreven door Carlgren in 1941.